# Salomo Tiktin

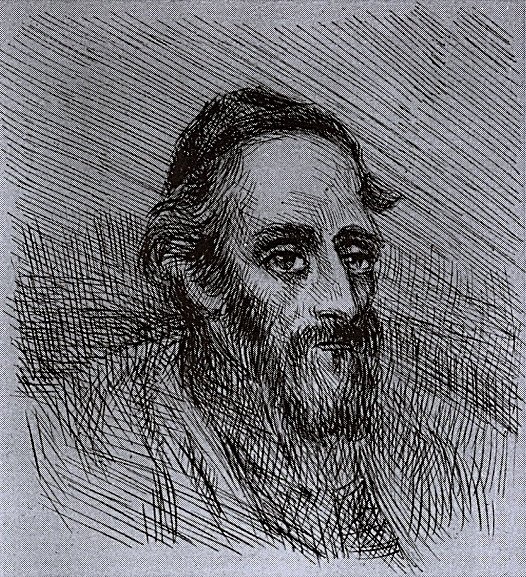
Porträt des Abraham Salomon Ticktin (August Henschel).

Salomo Tiktin (auch Zalman Tiktin, geboren 1791 in Schwersenz; gestorben am 20. März 1843 in Breslau) war Oberrabbiner von Breslau und eine bedeutende Führungsfigur der Orthodoxie. Als erklärter Gegner der Reform lieferte er sich eine viel beachtete Auseinandersetzung mit Abraham Geiger.

## Leben
Salomo Tiktin war Sohn von Abraham Tiktin. 1824 wurde er Oberrabbiner zu Breslau und untersagte in dieser Funktion 1836 den Druck von Moses Brücks Schrift Die Reform des Judenthums. 
Die Konfrontation zwischen Tiktin und der Reformfraktion verschärfte sich mit der Bewerbung des Reformbefürworters Abraham Geiger um die Position des Rabbinatsassessors (stellvertretenden Rabbiners) in Breslau. Geiger wurde eingeladen, am 21. Juli 1836 in Breslau zu predigen, doch vermutlich auf Betreiben Tiktins wurde er von der Polizei daran gehindert. 
1842 verfasste Tiktin zwei Schriften,
- Darlegung des Sachverhältnisses in Seiner Hiesigen Rabbinats-Angelegenheit sowie
- Entgegnung auf den Bericht des Ober-Vorsteher-Collegiums der Hiesigen Israeliten-Gemeinde an die Mitglieder,

in denen er Geiger vorwarf, bewusst die Grundlagen des Judentums zu zerstören. Tiktin bestand darauf, dass Geiger weder bei Heirats- noch bei Scheidungszeremonien anwesend sein dürfe, womit er ihm praktisch die Anerkennung seiner rabbinischen Autorität versagte.
Während der Streitigkeiten verstarb Tiktin vollkommen unerwartet.